# Prolatomyia
Prolatomyia – wymarły rodzaj owadów z rzędu muchówek i rodziny Atelestidae, obejmujący tylko jeden znany gatunek: Prolatomyia elongata.
Rodzaj i gatunek opisane zostały w 1999 roku przez Davida A. Grimaldiego i Jeffreya M. Cumminga. Opisu dokonano na podstawie inkluzji samicy, pochodzącej z kampanu w kredzie. Odnaleziono ją w jeziorze Cedar w kanadyjskiej Manitobie.
Muchówka ta miała ciało długości 1,89 mm przy tułowiu szerokości 0,49 mm. Głowa jej była wydłużona, wąsko dychoptyczna. Czułki były wydłużone, zaopatrzone w osadzoną wierzchołkowo aristę. Narządy gębowe miały krótki ryjek skierowany ku przodowi. Tylna para odnóży miała zgrubiałe golenie. Skrzydła były wąskie, miały 1,05 mm długości i słabo zaznaczone płaty analne. Ich użyłkowanie charakteryzowało się: zakończoną w pobliżu żyłki medialnej M1+2 żyłką kostalną, nierozwidloną żyłką radialną R4+5, brakiem komórki bazymedialnej i dyskoidalnej, szczytem komórki bazyradialej uformowanym przez krótki sektor radialny i powracającą żyłkę poprzeczą radialnomedialną, pierwszą gałęzią przedniej żyłki kubitalnej wychodzącą z komórki bazyradialnej, a drugiej jej gałęzią niekompletną oraz żyłką analną zanikającą ku krawędzi skrzydła. Żeńskie narządy rozrodcze były silnie wydłużone i teleskopowate.